# Ana Maria Mitič
Ana Maria Mitič, slovenska voditeljica, improvizatorka, glasbenica, moderatorka, igralka, komičarka, lutkarka in novinarka * 15. april 1985 Ljubljana.
Leta 2014 je bila deležna večje pozornosti kot imitatorka in pevka v oddaji Znan obraz ima svoj glas, v letu 2015 pa kot voditeljica resničnostne oddaje Big Brother Slovenija. Leta 2017 je igrala Lojzko v muzikalu z glasbo skupine Agropop Alpska saga. Igrala je mamo glavnega junaka v filmih Košarkar naj bo in Košarkar naj bo 2. V šov Znan obraz ima svoj glas se je osem let po tem, ko je v njem tekmovala sama, vrnila kot žirantka, in sicer v njegovi 6. sezoni (2022).
Redno objavlja svoje kolumne v reviji Lisa. Vodi portal Mamamaria.si.
Od februarja 2024 s Katarino Keček in Violeto Tomič vodi oddajo Dober dan, Slovenija na TV3.

### Življenje
Obiskovala je srednjo glasbeno šolo, smer klavir in teorija, po srednji šoli se je vpisala na študij medicine. V srednji šoli se je začela ukvarjati z improvizacijskim gledališčem in kasneje pričela sodelovati tudi v KUDu Franceta Prešerna.
Prek KUDa je dobila možnost sodelovanja z mladinskim programom TV Slovenija, kjer je delovala v oddajah Štafeta mladosti, NLP, Dolgcajt in nekaj drugih, 2009 je igrala tudi v tv seriji Danes dol jutri gor.
Več let je sodelovala v Impro ligi in Impro društvu, kar nekaj let kot povezovalka improvizacijske parodije Evrovizije - Improvizija. V produkciji KUDa France Prešeren je od 2008 igrala v tragikomičnem kabareju Vsi moji moški, 2011 v predstavi XXL bejbe KUDa Teater G., v Špas teatru pa od 2014 v predstavi Ko ko komedija s Katarino Čas.

### Zasebno
Njen oče prihaja iz Niša, mama je Slovenka.